# Copidaster
Copidaster is een geslacht van zeesterren uit de familie Ophidiasteridae.

## Soorten
- Copidaster cavernicola Solis-Marin & Laguarda-Figueras, 2010
- Copidaster japonicus Kogure & Kohtsuka, 2014
- Copidaster lymani A.H. Clark, 1948
- Copidaster schismochilus (H.L. Clark, 1922)